# Fulgence Masson
Fulgence Paul Benoît Masson (Dour, 16 februari 1854 - Bergen, 24 januari 1942) was een Belgisch liberaal politicus en journalist. Hij werd meermaals minister.

## Levensloop
Masson promoveerde tot doctor in de rechten (1875) aan de Universiteit van Luik. Hij studeerde ook nog aan de Sorbonne en de Collège de France in Parijs. Hij vestigde zich als advocaat in Bergen en was tot driemaal stafhouder van de Bergense balie. Hij pleitte in heel wat zaken, ook in soms ophefmakende processen.
In 1880 begon hij aan een politieke carrière door zijn verkiezing tot provincieraadslid voor het kanton Dour (1880-1894) en vervolgens voor het kanton Bergen (1896-1900).
In 1894 werd hij verkozen tot gemeenteraadslid van Bergen en werd er schepen van Onderwijs. 
In 1904 werd hij verkozen tot liberaal volksvertegenwoordiger voor het arrondissement Bergen en vervulde dit mandaat tot in 1933. Hij was initiatiefnemer voor heel wat nieuwe wetten met betrekking tot de kinderbescherming, de oorlogswezen en de kroostrijke gezinnen.
Tijdens de Eerste Wereldoorlog werd hij, vanwege zijn protesten tegen deportaties, gevangengezet in Duitse gevangenissen, tot het einde van de oorlog, onder meer in Aken, Siegburg en Celle-Schloss.
Hij werd herhaaldelijk minister:
- minister van Oorlog in de regering Léon Delacroix I (21 november 1918 tot 17 november 1919),
- minister van Oorlog in de regering Léon Delacroix II (2 december 1919 tot 4 februari 1920),
- minister van Justitie in de regering Georges Theunis (16 december 1921 - 5 april 1925).

In 1925 werd Fulgence Masson benoemd tot minister van Staat.

## Publicaties
Masson publiceerde talrijke artikels in liberale kranten, zoals La Chronique, L'Etoile Belge, Le Petit Bleu, La Flandre Libérale, La Gazette, La Réforme, Le Flambeau, Le Soir, alsook La Province, waarvan hij medestichter was.

## Varia
- Masson was lid van de vrijmetselaarsloges La Parfaite Union in Bergen en Charles Magnette 1914-18 in Parijs.
- Ter zijner eer werden straten genoemd in:
  - Bergen: Boulevard Fulgence Masson,
  - Thulin: Rue Fulgence Masson,
  - Dour: Rue Fulgence Masson,
  - Montignies-sur-Roc: Place Fulgence Masson.